# Corybas undulatus
Corybas undulatus är en orkidéart som först beskrevs av R.Cunn., och fick sitt nu gällande namn av Herman Montague Rucker Rupp. Corybas undulatus ingår i släktet Corybas, och familjen orkidéer. Inga underarter finns listade i Catalogue of Life.